# The Bombpops
The Bombpops sind eine US-amerikanische Punk-Rock-Band aus San Diego. 

## Geschichte
Die Band wurde 2007 von Poli van Dam (Gitarre, Gesang) und Jen Razavi (Gitarre, Gesang) gegründet. Über die Jahre hinweg erlebte die Band einige Besetzungswechsel, ehe man sich nach drei unterschiedlichen Schlagzeugern sowie sechs verschiedenen Bassisten auf Josh Lewis (Schlagzeug) und Neil Wayne (Bass) einigte.

## Diskografie
EPs
- 2009: The BombPops
- 2010: Like I Care
- 2011: Stole the TV
- 2015: Can of Worms
- 2018: Dear Beer (Fat Wreck Chords)

Alben
- 2017: Fear of Missing Out (Fat Wreck Chords)
- 2017: First Five Years (Kompilation, Eastern Bloc)
- 2020: Death in Venice Beach (Fat Wreck Chords)